# Paul Pabst (Musiker)

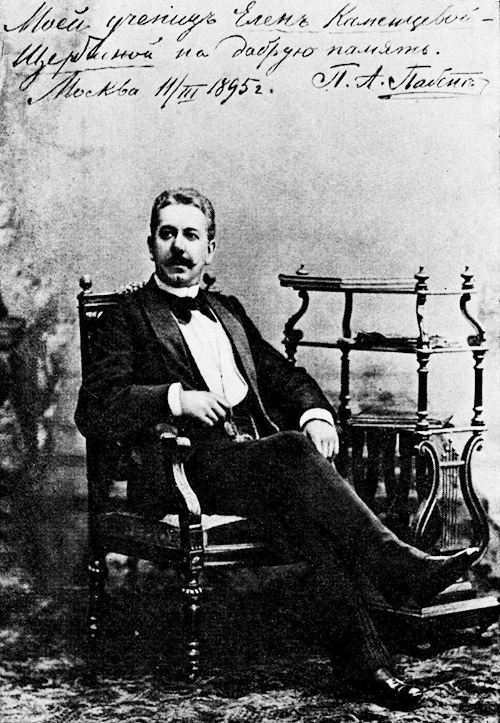
Paul Pabst (1895) Bild mit Widmung für Elena Beckmann-Schtscherbina

Christian Georg Paul Pabst (russisch Па́вел А́вгустович Пабст/Pawel Augustowitsch Pabst; * 27. Mai 1854 in Königsberg (Preußen); † 9. Juni 1897 in Moskau) war ein deutsch-baltischer Pianist, Komponist und Musikpädagoge.

## Leben
Er war Sohn des Komponisten August Pabst (1811–1885), des Direktors des Rigaer Konservatoriums, und Bruder von Louis Pabst (1846–1903), des Gründers der Musikakademie in Melbourne. Er lernte Klavierspiel unter der Aufsicht seines Vaters, danach an der Wiener Musikakademie bei Anton Door. 1875 begann er in Riga zu unterrichten. 1878 kam er nach Russland und wurde 1881 Professor am Moskauer Konservatorium. 
Zu seinen Schülern gehörten Konstantin Nikolajewitsch Igumnow, Alexander Borissowitsch Goldenweiser, Alexander Fjodorowitsch Goedicke, Elena Beckmann-Schtscherbina, Nikolai Karlowitsch Medtner, Georgi Eduardowitsch Konjus, und Arseni Nikolajewitsch Koreschtschenko. 
Pabst trat auch als Pianist auf, insbesondere mit den Werken von Robert Schumann und Franz Liszt. Er führte auch eigene Werke vor – wie Fantasien über Opern von Pjotr Iljitsch Tschaikowski. Pabst war mit Tschaikowski befreundet, man vermutet, dass er den Klavierpart des 1. Klavierkonzertes von Tschaikowski redigierte. Tschaikowski widmete Pabst die Polacca de Concert aus Op. 72 (1893). Rachmaninow widmete ihm die sieben Morceaux de salon Op. 10 (1894). Neben Werken für Klavier komponierte Pabst ein Klaviertrio und das Klavierkonzert Op. 82, das er Anton Rubinstein widmete. Pabst starb mit 43 Jahren und wurde auf dem Wwedenskoje-Friedhof beigesetzt.